# Großsteingrab Uggeløse Skov Afd.162
Das Großsteingrab Uggeløse Skov Afd.162 ist eine megalithische Grabanlage der jungsteinzeitlichen Nordgruppe der Trichterbecherkultur im Kirchspiel Uggeløse in der dänischen Kommune Allerød.

## Lage
Das Grab liegt westsüdwestlich von Lynge im Südosten des Waldgebiets Uggeløse Skov, direkt östlich eines Waldwegs. In der näheren Umgebung gibt bzw. gab es zahlreiche weitere megalithische Grabanlagen.

## Forschungsgeschichte
Im Jahr 1986 führten Mitarbeiter der Altertümerverwaltung eine Dokumentation der Fundstelle durch.

## Beschreibung
Die Anlage besitzt eine nordwest-südöstlich orientierte rechteckige Hügelschüttung mit einer Länge von 54 m, einer Breite von 11 m und einer Höhe von 1,25 m. Von einer möglichen steinernen Umfassung sind keine Reste erkennbar. Etwa in der Mitte wird der Hügel von einem nordnordwest-südsüdöstlich orientierten Graben durchschnitten. Etwa 15 m vom südöstlichen Ende entfernt befindet sich eine 6 m lange Grube, die fast bis zum Grund des Hügels reicht (Standort einer zerstörten Grabkammer?).